# لوبومير فيليجكوف
لوبومير فيليجكوف هو لاعب كرة قدم بلغاري في مركز الهجوم، ولد في 19 يونيو 1985 في صوفيا في بلغاريا. لعب مع فيهرين ساندانسكي ونادي بيروي ستارا زاغورا ونادي شومن للمحترفين 2010 ونادي لوكوموتيف صوفيا.

## وصلات خارجية
- لوبومير فيليجكوف على موقع قاعدة بيانات كرة القدم.إي يو (الإنجليزية)